# Single numer jeden w roku 2016 (USA)

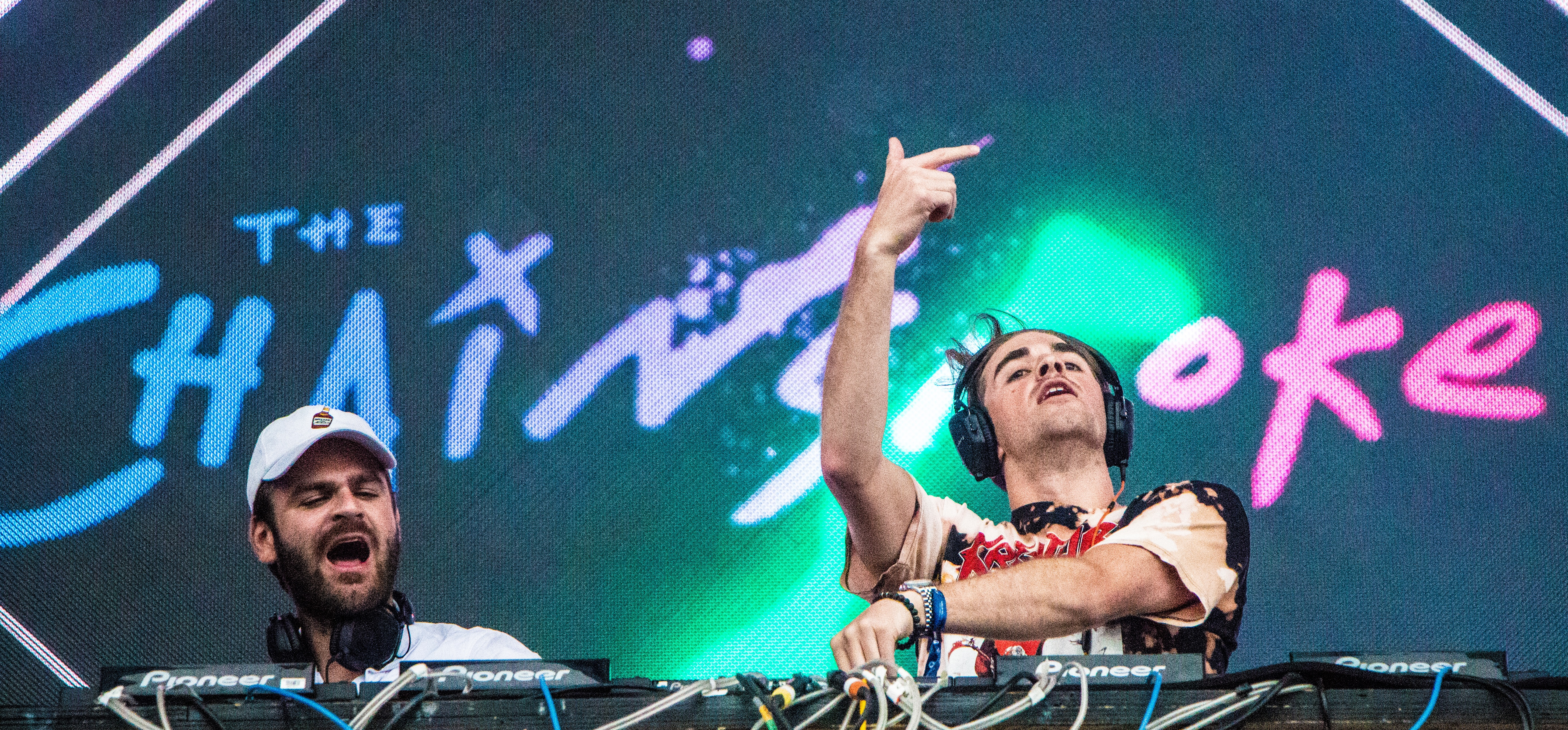
Singel amerykańskiego duetu muzycznego The Chainsmokers z gościnnym udziałem Halsey, zatytułowany „Closer” utrzymywał się na pierwszym miejscu przez dwanaście tygodni

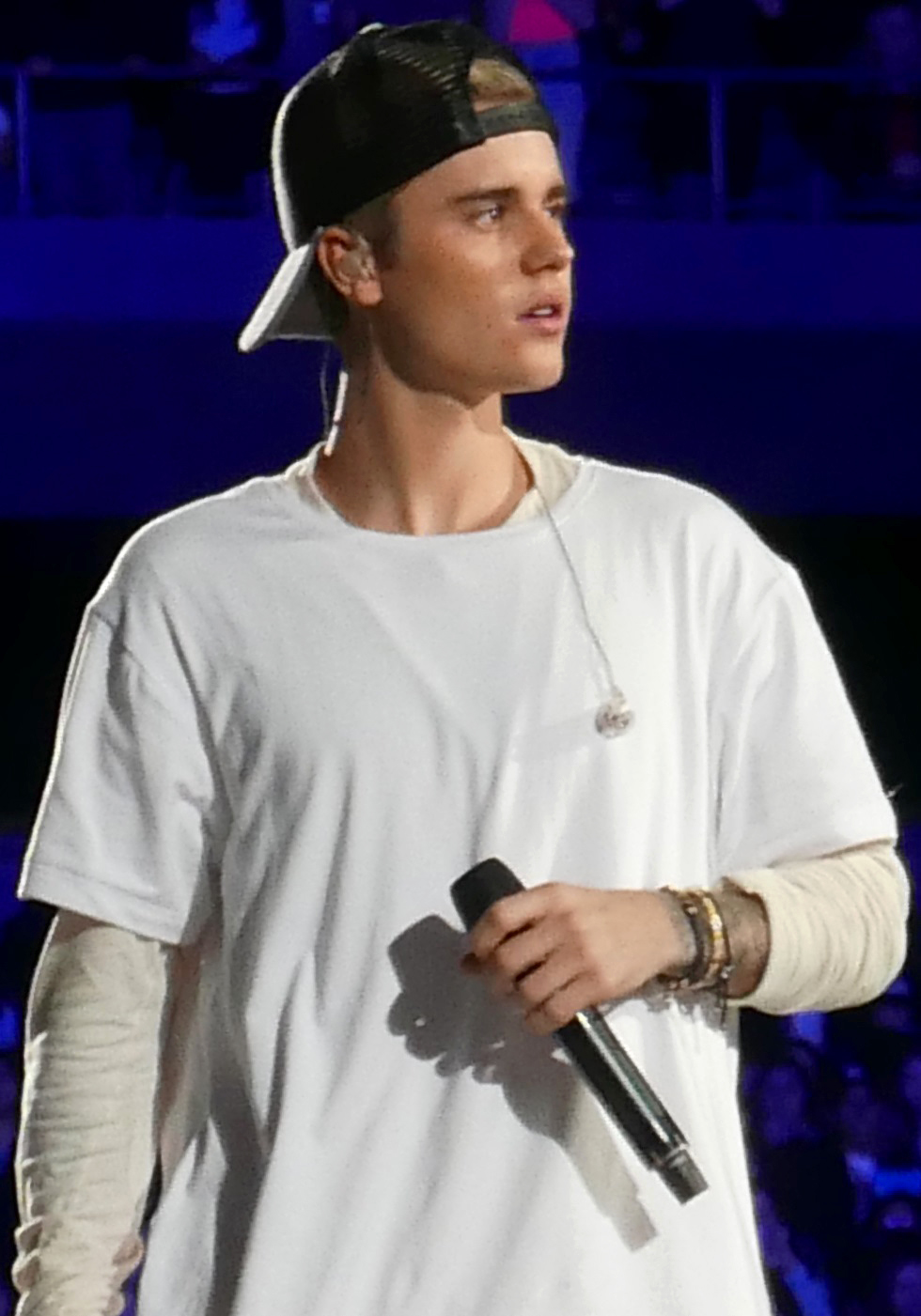
W 2016 roku Justin Bieber umieścił dwa swoje single na pierwszym miejscu. Były to „Sorry” oraz „Love Yourself”, który również zdobył szczyt w podsumowaniu rocznym listy Billboard Hot 100

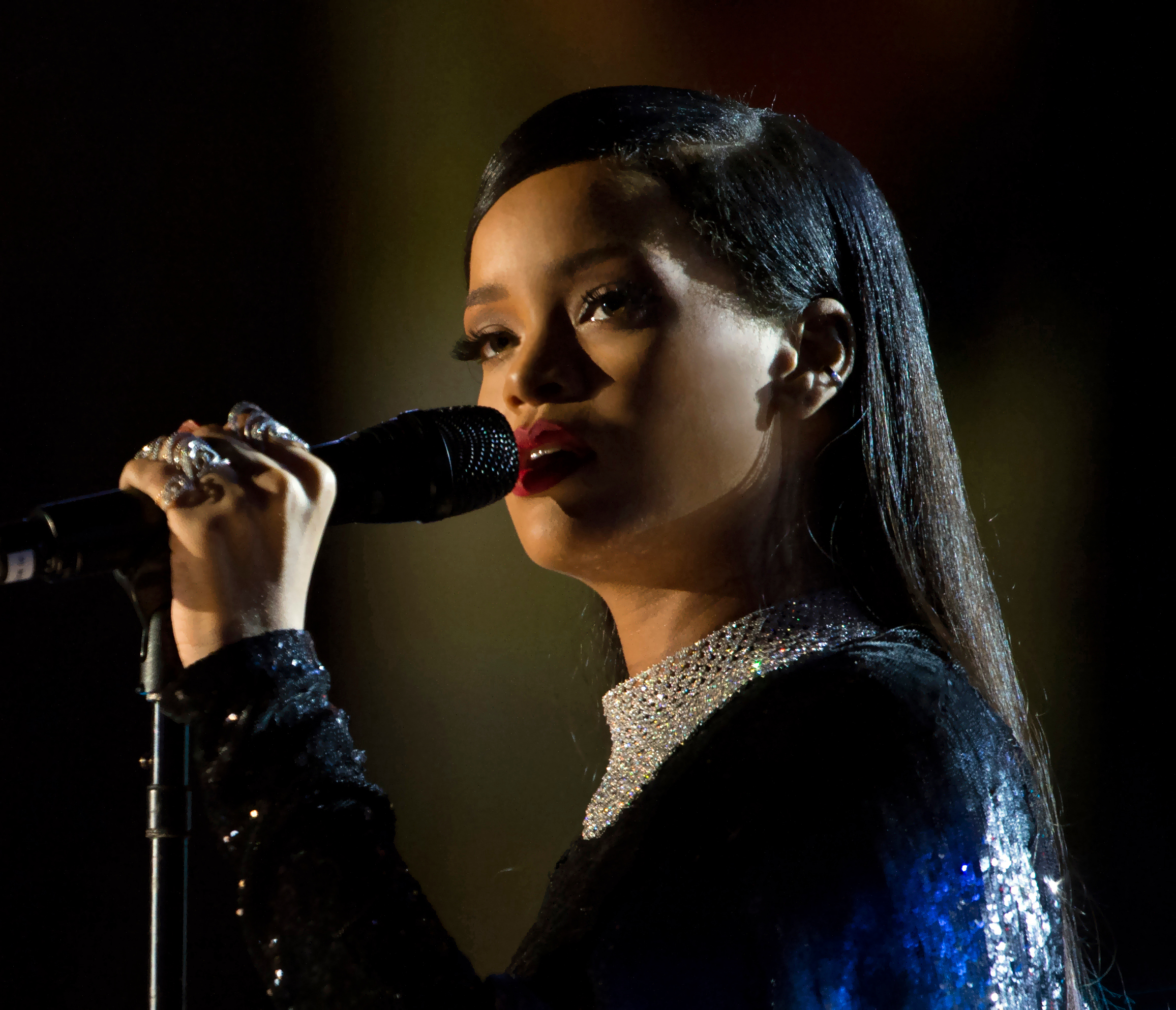
„Work” stał się czternastym numer jeden Rihanny w Stanach Zjednoczonych

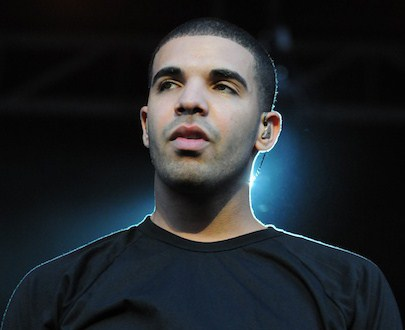
Drake znajdował się dziewiętnaście tygodni na szczycie listy z piosenkami „Work” (9 tygodni) i „One Dance” (10 tygodni)

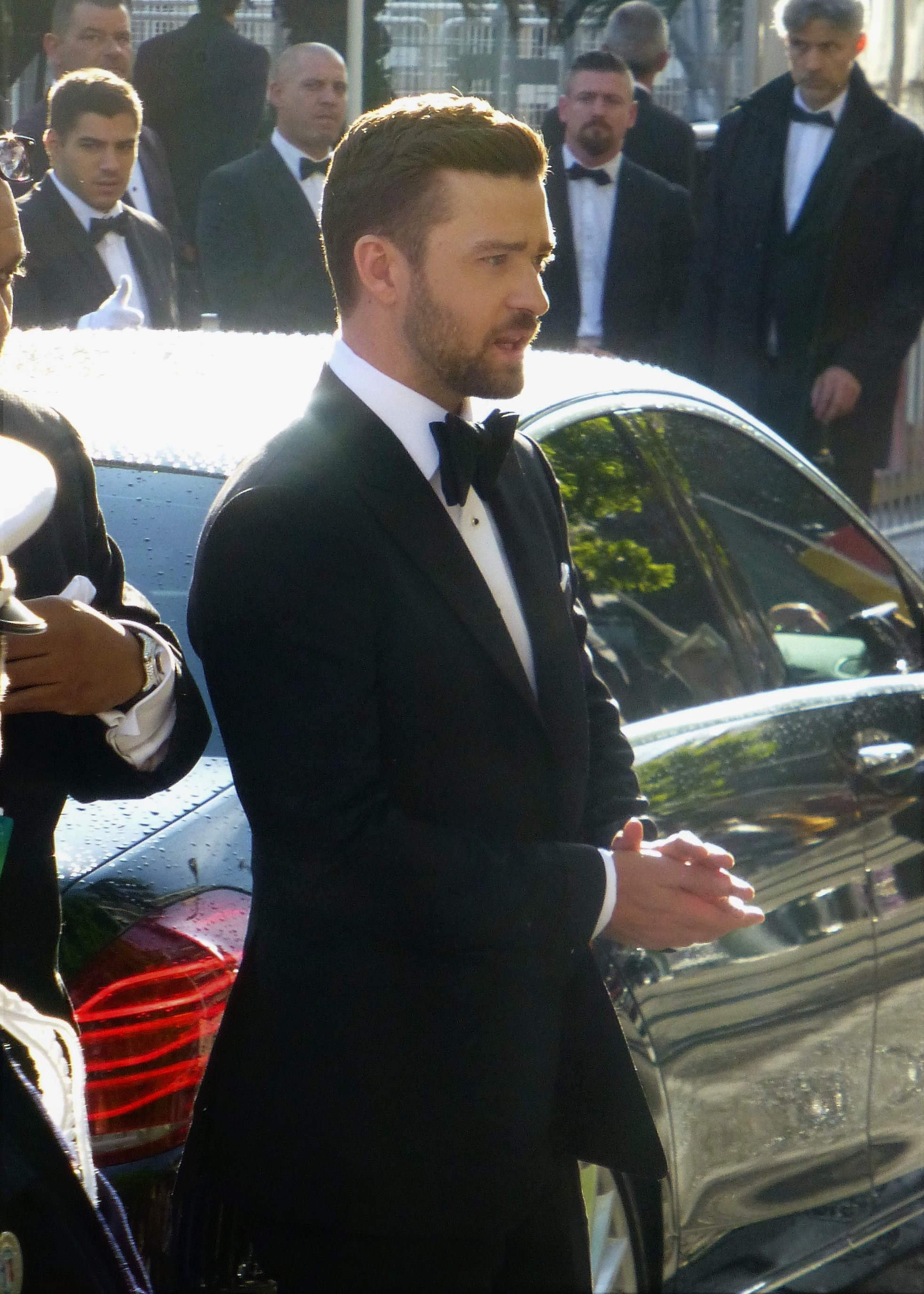
Singiel Can’t Stop the Feeling! zadebiutował na pierwszym miejscu amerykańskiego notowania Billboard Hot 100. Został tym samym piątym singlem Justina Timberlake’a, który dotarł na szczyt tego zestawienia

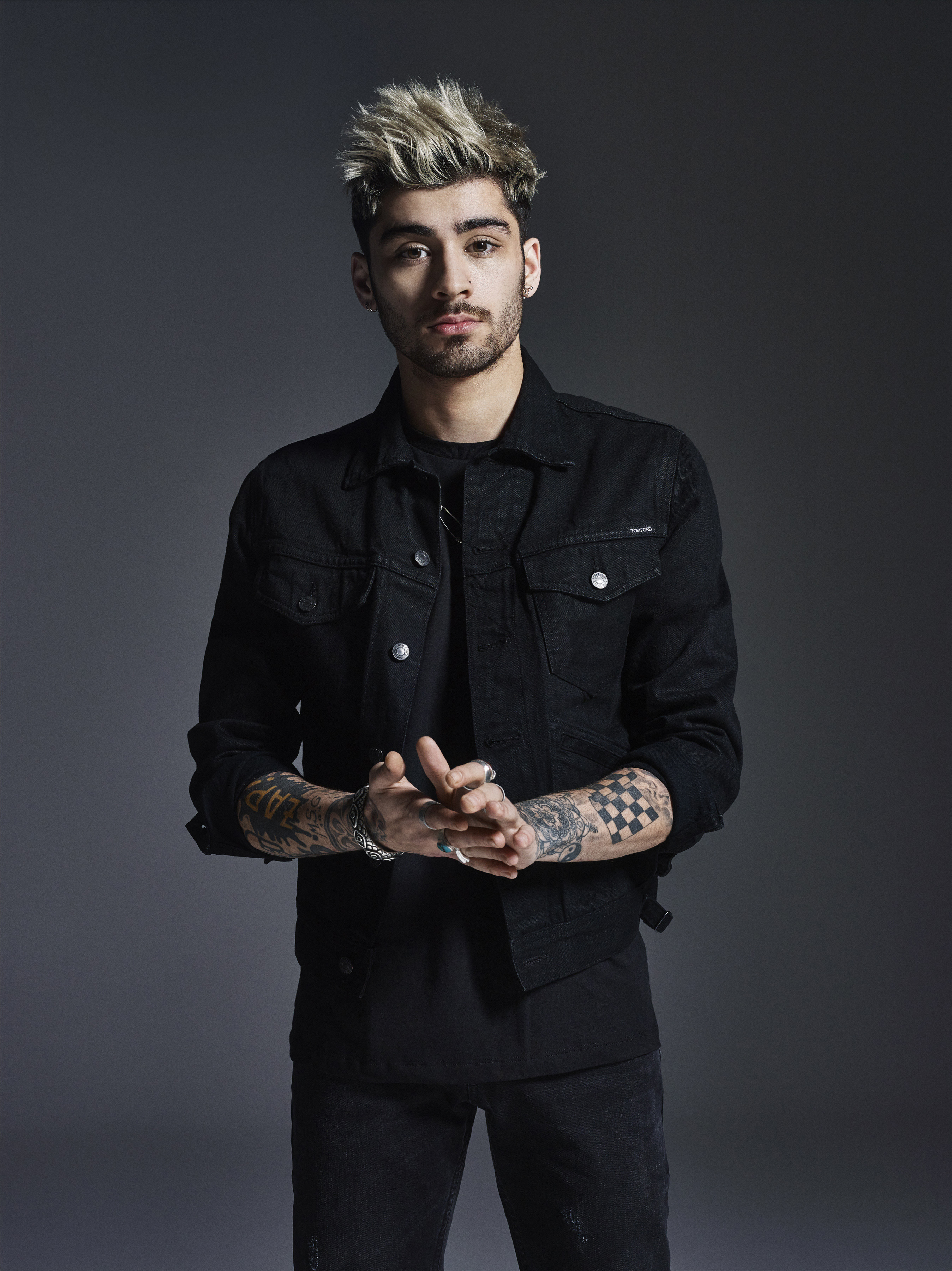
Zayn, dzięki singlowi „Pillowtalk” stał się pierwszym artystą z Wielkiej Brytanii, który utwór zadebiutował na Billboard Hot 100

Notowanie Hot 100 przedstawia najlepiej sprzedające się single w Stanach Zjednoczonych. Publikowane jest ono przez tygodnik Billboard, a dane kompletowane są przez Nielsen SoundScan w oparciu o cotygodniowe wyniki sprzedaży cyfrowej oraz fizycznej singli, a także częstotliwość emitowania piosenek na antenach stacji radiowych.
W 2016 roku jedenaście singli różnych artystów osiągnęły szczyt amerykańskiego notowania Billboard, licząc z singlem Adele pt. „Hello”, który już w pod koniec 2015 roku znalazł się na pierwszym miejscu listy. Spośród tych jedenastu singli, pięć było kolaboracją z innymi artystami. Dla dziewięciu artystów, takich jak: Zayn, Desiigner, Wizkid, Kyla, Sia, The Chainsmokers, Halsey, Rae Sremmurd i Gucci Mane – jest to pierwszy singel na liście Billboard Hot 100.
Najdłużej utrzymującym się na szczycie singlem był utwór „Closer” duetu The Chainsmokers i Halsey, który w sumie zajmował miejsce pierwsze przez dwanaście tygodni. Natomiast pierwsze miejsce w podsumowaniu rocznym listy Billboard Hot 100 został singel – „Love Yourself” Justina Biebera.

## Historia notowania
| Data publikacji | Tytuł                     | Artysta                           | Źródło |
| --------------- | ------------------------- | --------------------------------- | ------ |
| 2 stycznia      | „Hello”                   | Adele                             | [ 3 ]  |
| 9 stycznia      | „Hello”                   | Adele                             | [ 4 ]  |
| 16 stycznia     | „Hello”                   | Adele                             | [ 5 ]  |
| 23 stycznia     | „Sorry”                   | Justin Bieber                     | [ 6 ]  |
| 30 stycznia     | „Sorry”                   | Justin Bieber                     | [ 7 ]  |
| 6 lutego        | „Sorry”                   | Justin Bieber                     | [ 8 ]  |
| 13 lutego       | „Love Yourself”           | Justin Bieber                     | [ 9 ]  |
| 20 lutego       | „Pillowtalk”              | Zayn                              | [ 10 ] |
| 27 lutego       | „Love Yourself”           | Justin Bieber                     | [ 11 ] |
| 5 marca         | „Work”                    | Rihanna featuring Drake           | [ 12 ] |
| 12 marca        | „Work”                    | Rihanna featuring Drake           | [ 13 ] |
| 19 marca        | „Work”                    | Rihanna featuring Drake           | [ 14 ] |
| 26 marca        | „Work”                    | Rihanna featuring Drake           | [ 15 ] |
| 2 kwietnia      | „Work”                    | Rihanna featuring Drake           | [ 16 ] |
| 9 kwietnia      | „Work”                    | Rihanna featuring Drake           | [ 17 ] |
| 16 kwietnia     | „Work”                    | Rihanna featuring Drake           | [ 18 ] |
| 23 kwietnia     | „Work”                    | Rihanna featuring Drake           | [ 19 ] |
| 30 kwietnia     | „Work”                    | Rihanna featuring Drake           | [ 20 ] |
| 7 maja          | „Panda”                   | Desiigner                         | [ 21 ] |
| 14 maja         | „Panda”                   | Desiigner                         | [ 22 ] |
| 21 maja         | „One Dance”               | Drake featuring Wizkid i Kyla     | [ 23 ] |
| 28 maja         | „Can’t Stop the Feeling!” | Justin Timberlake                 | [ 24 ] |
| 4 czerwca       | „One Dance”               | Drake featuring Wizkid i Kyla     | [ 25 ] |
| 11 czerwca      | „One Dance”               | Drake featuring Wizkid i Kyla     | [ 26 ] |
| 18 czerwca      | „One Dance”               | Drake featuring Wizkid i Kyla     | [ 27 ] |
| 25 czerwca      | „One Dance”               | Drake featuring Wizkid i Kyla     | [ 28 ] |
| 2 lipca         | „One Dance”               | Drake featuring Wizkid i Kyla     | [ 29 ] |
| 9 lipca         | „One Dance”               | Drake featuring Wizkid i Kyla     | [ 30 ] |
| 16 lipca        | „One Dance”               | Drake featuring Wizkid i Kyla     | [ 31 ] |
| 23 lipca        | „One Dance”               | Drake featuring Wizkid i Kyla     | [ 32 ] |
| 30 lipca        | „One Dance”               | Drake featuring Wizkid i Kyla     | [ 33 ] |
| 6 sierpnia      | „Cheap Thrills”           | Sia featuring Sean Paul           | [ 34 ] |
| 13 sierpnia     | „Cheap Thrills”           | Sia featuring Sean Paul           | [ 35 ] |
| 20 sierpnia     | „Cheap Thrills”           | Sia featuring Sean Paul           | [ 36 ] |
| 27 sierpnia     | „Cheap Thrills”           | Sia featuring Sean Paul           | [ 37 ] |
| 3 września      | „Closer”                  | The Chainsmokers featuring Halsey | [ 38 ] |
| 10 września     | „Closer”                  | The Chainsmokers featuring Halsey | [ 39 ] |
| 17 września     | „Closer”                  | The Chainsmokers featuring Halsey | [ 40 ] |
| 24 września     | „Closer”                  | The Chainsmokers featuring Halsey | [ 41 ] |
| 1 października  | „Closer”                  | The Chainsmokers featuring Halsey | [ 42 ] |
| 8 października  | „Closer”                  | The Chainsmokers featuring Halsey | [ 43 ] |
| 15 października | „Closer”                  | The Chainsmokers featuring Halsey | [ 44 ] |
| 22 października | „Closer”                  | The Chainsmokers featuring Halsey | [ 45 ] |
| 29 października | „Closer”                  | The Chainsmokers featuring Halsey | [ 46 ] |
| 5 listopada     | „Closer”                  | The Chainsmokers featuring Halsey | [ 47 ] |
| 12 listopada    | „Closer”                  | The Chainsmokers featuring Halsey | [ 48 ] |
| 19 listopada    | „Closer”                  | The Chainsmokers featuring Halsey | [ 49 ] |
| 26 listopada    | „Black Beatles”           | Rae Sremmurd featuring Gucci Mane | [ 50 ] |
| 3 grudnia       | „Black Beatles”           | Rae Sremmurd featuring Gucci Mane | [ 51 ] |
| 10 grudnia      | „Black Beatles”           | Rae Sremmurd featuring Gucci Mane | [ 52 ] |
| 17 grudnia      | „Black Beatles”           | Rae Sremmurd featuring Gucci Mane | [ 53 ] |
| 24 grudnia      | „Black Beatles”           | Rae Sremmurd featuring Gucci Mane | [ 54 ] |
| 31 grudnia      | „Black Beatles”           | Rae Sremmurd featuring Gucci Mane | [ 55 ] |